# راؤول الكانتارا
راؤول الكانتارا هو لاعب كرة قاعدة دومينيكاني، ولد في 4 ديسمبر 1992 في باراهونا في جمهورية الدومينيكان.

## وصلات خارجية
- راؤول الكانتارا على موقع دوري كرة القاعدة الرئيسي (الإنجليزية)
- راؤول الكانتارا على موقع الدوري الياباني لكرة القاعدة (الإنجليزية)
- راؤول الكانتارا على موقع دوري كوريا الجنوبية لكرة القاعدة (الإنجليزية)
- راؤول الكانتارا على موقعبيزبول رفرنس.كوم (الدوري الرئيسي) (الإنجليزية)
- راؤول الكانتارا على موقعبيزبول رفرنس.كوم (الدوري الثانوي) (الإنجليزية)
- راؤول الكانتارا على موقع إي إس بي إن.كوم (أم.أل.بي) (الإنجليزية)
- راؤول الكانتارا على موقع مشجعي الرسوم البيانية (الإنجليزية)